# David Marshall
David Saul Marshall (rodným jménem David Saul Mashal; 12. března 1908 – 12. prosince 1995) byl singapurský politik, diplomat a právník, první singapurský ministerský předseda v letech 1955 až 1956.

## Život
Marshall se narodil v Singapuru v roce 1908, sefardským židovským rodičům Saulu Nassimu Mashalovi a Floře Ezekiel Kahnové, kteří se přistěhovali do Singapuru z Bagdádu. Původní příjmení Mashal si anglicizoval na Marshall v roce 1920. Měl nejméně šest sourozenců. Marshall dostal přísnou ortodoxní židovskou výchovu a poté navštěvoval katolické a anglikánské střední školy v Singapuru. Následně vystudoval práva na University of London. Po absolvování se v roce 1937 vrátil do Singapuru, kde zahájil advokátní kariéru.
V roce 1938, rozhořčen německou okupací Československa, se Marshall dobrovolně přihlásil k vojenské službě v tzv. Straits Settlements Volunteer Force. Tyto dobrovolnické jednotky byly složené převážně z Evropanů žijících v Asii. Dostal se však do konfliktu s velením a byl dokonce zatčen vojenskou policií poté, co protestoval proti tomu, že dobrovolníci klasifikovaní jako „asijští“ dostávají oproti Evropanům jen poloviční žold. Přesto se v únoru 1942 zúčastnil závěru bitvy o Singapur, v níž britské síly podlehly císařské japonské armádě. Po britské kapitulaci se Marshall stal válečným zajatcem. Zpočátku byl internován ve vězení Changi na severu Singapuru, později byl poslán do tábora nucených prací v Japonsku.
Když Marshall vzpomínal na zajetí, poznamenal:
„Zajetí mě naučilo pokoře... Během těch tří a půl roku jsem si uvědomil, že lidstvo je schopné chladné krutosti. Dokážu se naštvat a být krutý pět, deset minut. Japonská krutost však byla chladnokrevná, trvalá, věčná. Samozřejmě jsem krutost znal už předtím. Ale tak široce rozšířené, dlouhodobé, chladnokrevné týrání jsem nikdy předtím nezažil, ani od britských imperialistů, bez ohledu na to, jak arogantní byli. Byl to velký šok. Pocit, že stojím vedle lidí, kteří nejsou na stejné vlnové délce jako já. Kteří z mého pohledu nejsou ani lidmi.“

Většina Marshallovy nejbližší rodiny emigrovala do Austrálie před začátkem války. Po skončení války Marshall za svou rodinou do Austrálie odjel, ale v roce 1946 se vrátil do Singapuru. Stal se úspěšným právníkem. Byl u soudů známý svou výmluvností. Zajistil 99 osvobození ze 100 případů, které obhajoval před porotou. Když singapurský premiér Lee Kuan Yew v roce 1969 zrušil u soudů poroty, uváděl právě tuto Marshallovu bilanci jako důkaz zranitelnosti takového soudního systému.
V dubnu 1955 Marshall vedl do prvních singapurských parlamentních voleb labouristy (Labour Front). Dosáhl s nimi těsného vítězství. Vytvořil menšinovou středolevicovou vládu a stal se premiérem. Odstoupil v dubnu 1956 po neúspěšné cestě do Londýna, kde chtěl vyjednávat o úplné samosprávě Singapuru a navzdory očekávání byl spražen a podroben značné kritice za stav, v němž se Singapur nachází. Nahradil ho pak Lim Yew Hock, který provedl řadu tvrdých zásahů zejména proti odborům.
Po rezignaci Marshall navštívil komunistickou Čínu. Pobyl v ní dva měsíce, na pozvání čínského premiéra Čou En-laje. Marshall byl u té příležitosti kontaktovaný zástupcem skupiny více než 400 ruských Židů, které čínské úřady odmítaly pustit ze Šanghaje. Intervenoval v této věci u Čou En-laje a dosáhl propuštění skupiny.
Po návratu z Číny zůstal řadovým labouristickým poslancem. V roce 1957 však opustil stranu i parlament a 7. listopadu 1957 založil novou levicovou stranu – Dělnickou stranu Singapuru (Workers' Party of Singapore). V roce 1961 vyhrál doplňovací volby v Ansonu a stal se znovu poslancem. Post však ztratil v řádných volbách roku 1963 a vrátil se k advokátské kariéře.
V 70. letech vstoupil do diplomatických služeb. V letech 1978–1993 působil jako singapurský velvyslanec ve Francii, Portugalsku, Španělsku a Švýcarsku. Jako velvyslanec vždy hájil vládní linii, přestože jeho opoziční názory vůči diktátorovi Lee Kuan Yewovi byly všeobecně známy.
Měl čtyři děti: Ruth Ann Marshall (dcera), Sarah Farha Marshall (dcera), Joanna Tamar Marshall (dcera) a Jonathan Mark Marshall (syn).
Zemřel v roce 1995 na rakovinu plic.